# Seznam dílů seriálu The Game
Toto je seznam dílů seriálu The Game. Americký sitcom The Game, spin-off seriálu Girlfriends, byl premiérově vysílán v letech 2006–2015. První tři řady byly uvedeny na stanici The CW, od roku 2011 byl vysílán na stanici BET.

## Přehled řad
| Řada | Díly | Premiéra v USA  | Premiéra v USA  | Stanice v USA |
| Řada | Díly | První díl       | Poslední díl    | Stanice v USA |
| ---- | ---- | --------------- | --------------- | ------------- |
| 1    | 22   | 1. října 2006   | 14. května 2007 | The CW        |
| 2    | 20   | 1. října 2007   | 18. května 2008 | The CW        |
| 3    | 22   | 3. října 2008   | 15. května 2009 | The CW        |
| 4    | 13   | 11. ledna 2011  | 29. března 2011 | BET           |
| 5    | 22   | 10. ledna 2012  | 5. června 2012  | BET           |
| 6    | 20   | 26. března 2013 | 3. září 2013    | BET           |
| 7    | 10   | 4. března 2014  | 29. dubna 2014  | BET           |
| 8    | 8    | 14. ledna 2015  | 4. března 2015  | BET           |
| 9    | 11   | 3. června 2015  | 5. srpna 2015   | BET           |

## Seznam dílů

### První řada (2006–2007)
| Č. v seriálu | Č. v řadě | Původní název                         | Režie                  | Scénář                              | Premiéra v USA (The CW) |
| ------------ | --------- | ------------------------------------- | ---------------------- | ----------------------------------- | ----------------------- |
| 1            | 1         | Away Game                             | Ted Wass               | Anne Flett-Giordano a Chuck Ranberg | 1. října 2006           |
| 2            | 2         | The Rules of the Game                 | Salim Akil             | Mara Brock Akil                     | 8. října 2006           |
| 3            | 3         | Gifted                                | Arlene Sanford         | Julie Bean                          | 16. října 2006          |
| 4            | 4         | How Tasha Got Her Groove Back         | Salim Akil             | Sara V. Finney                      | 23. října 2006          |
| 5            | 5         | Brittany's Super Sweet Sixth          | Arlene Sanford         | Erica Montolfo                      | 30. října 2006          |
| 6            | 6         | Rift and Separate                     | Salim Akil             | Tim Edwards                         | 6. listopadu 2006       |
| 7            | 7         | Mi Casa Es Su Casa                    | Salim Akil             | Kenya Barris                        | 13. listopadu 2006      |
| 8            | 8         | The Trey Wiggs Episode                | Ken Whittingham        | Kenny Smith                         | 20. listopadu 2006      |
| 9            | 9         | The Trey Wiggs Fallout Episode        | Leonard R. Garner, Jr. | Kenny Smith                         | 27. listopadu 2006      |
| 10           | 10        | There's No Place Like Home            | Leonard R. Garner, Jr. | Kenya Barris                        | 11. prosince 2006       |
| 11           | 11        | It's Hard Being Kelly Pitts           | Sheldon Epps           | Erica Montolfo                      | 22. ledna 2007          |
| 12           | 12        | To Baby… or Not to Baby               | Sheldon Epps           | Jennifer Rice-Genzuk                | 29. ledna 2007          |
| 13           | 13        | The Iceman Cometh                     | Arlene Sanford         | Tim Edwards                         | 5. února 2007           |
| 14           | 14        | Pro Bowl Blues                        | Salim Akil             | Chuck Ranberg a Anne Flett-Giordano | 12. února 2007          |
| 15           | 15        | Out of Bounds                         | Salim Akil             | Hale Rothstein                      | 19. února 2007          |
| 16           | 16        | Baby B.S.                             | Salim Akil             | Julie Bean                          | 26. února 2007          |
| 17           | 17        | God Bless the Girl That's Got Her Own | Chuck Ranberg          | Chuck Ranberg a Anne Flett-Giordano | 19. března 2007         |
| 18           | 18        | You Say You Want a Revolution         | Vito Giambalvo         | Tim Edwards                         | 26. března 2007         |
| 19           | 19        | The Big Chill                         | Salim Akil             | Sara V. Finney                      | 23. dubna 2007          |
| 20           | 20        | The Many Lies of Derwin Davis         | Salim Akil             | Kenny Smith                         | 30. dubna 2007          |
| 21–22        | 2122      | When the Chickens Come Home to Roost  | Salim Akil             | Salim Akil a Mara Brock Akil        | 14. května 2007         |

### Druhá řada (2007–2008)
| Č. v seriálu | Č. v řadě | Původní název                                        | Režie        | Scénář               | Premiéra v USA (The CW) |
| ------------ | --------- | ---------------------------------------------------- | ------------ | -------------------- | ----------------------- |
| 23           | 1         | Diary of a Mad Black Woman, Redux                    | Salim Akil   | Mara Brock Akil      | 1. října 2007           |
| 24           | 2         | The Trey Wiggs Taps Back Episode                     | Salim Akil   | Kenny Smith          | 8. října 2007           |
| 25           | 3         | Tasha, Renee, and Malik the Cliché                   | Salim Akil   | Julie Bean           | 15. října 2007          |
| 26           | 4         | Hit Me with Your Best Shot                           | Salim Akil   | Elaine Aronson       | 22. října 2007          |
| 27           | 5         | Fool Me Twice… I'm the Damn Fool                     | Salim Akil   | Kenya Barris         | 29. října 2007          |
| 28           | 6         | Parental Guidance Suggested                          | Salim Akil   | Tim Edwards          | 5. listopadu 2007       |
| 29           | 7         | Media Blitz                                          | Salim Akil   | Hale Rothstein       | 12. listopadu 2007      |
| 30           | 8         | The Truth Hurts                                      | Salim Akil   | Sara Finney-Johnson  | 19. listopadu 2007      |
| 31           | 9         | Turkey Basting Bitches                               | Salim Akil   | Erica D. Montolfo    | 26. listopadu 2007      |
| 32           | 10        | The Ghost of Derwin Past                             | Salim Akil   | Erica D. Montolfo    | 10. prosince 2007       |
| 33           | 11        | Je-Rome Wasn't Built in a Day                        | Salim Akil   | Jenifer Rice-Genzuk  | 4. února 2008           |
| 34           | 12        | Take These Vows and Shove 'Em!                       | Salim Akil   | Jennifer Rice-Genzuk | 23. března 2008         |
| 35           | 13        | The List Episode                                     | Salim Akil   | Kenny Smith          | 30. března 2008         |
| 36           | 14        | White Men Can't Jump, but They're Definitely Packing | Salim Akil   | Sara Finney-Johnson  | 6. dubna 2008           |
| 37           | 15        | The Commitments                                      | Lenny Garner | Julie Bean           | 13. dubna 2008          |
| 38           | 16        | Bury My Heart at Wounded Knee                        | Lenny Garner | Tim Edward Rhoze     | 20. dubna 2008          |
| 39           | 17        | Before the Parade Passes By                          | Lenny Garner | Elaine Aronson       | 27. dubna 2008          |
| 40           | 18        | The Lord Givens and the Lord Taketh Away             | Lenny Garner | Kenya Barris         | 4. května 2008          |
| 41           | 19        | I Got 99 Problems and My Chick Is One                | Salim Akil   | Hale Rothstein       | 11. května 2008         |
| 42           | 20        | Baby Come Back                                       | Salim Akil   | Mara Brock Akil      | 18. května 2008         |

### Třetí řada (2008–2009)
| Č. v seriálu | Č. v řadě | Původní název                                       | Režie           | Scénář                       | Premiéra v USA (The CW) |
| ------------ | --------- | --------------------------------------------------- | --------------- | ---------------------------- | ----------------------- |
| 43           | 1         | Baby on Board                                       | Salim Akil      | Mara Brock Akil              | 3. října 2008           |
| 44           | 2         | Mel-odrama                                          | Salim Akil      | Mara Brock Akil              | 10. října 2008          |
| 45           | 3         | Just When I Thought I Was Out… She Pulls Me Back In | Salim Akil      | Hale Rothstein               | 17. října 2008          |
| 46           | 4         | Just the Three of Us                                | Salim Akil      | Elaine Aronson               | 24. října 2008          |
| 47           | 5         | A Delectable Basket of Treats                       | Salim Akil      | Kenya Barris                 | 31. října 2008          |
| 48           | 6         | The Platski Thickens                                | Salim Akil      | Jennifer Rice-Genzuk         | 7. listopadu 2008       |
| 49           | 7         | White Coats and White Lies                          | Salim Akil      | Erica Montolfo               | 14. listopadu 2008      |
| 50           | 8         | The Side Part, Under Episode                        | Salim Akil      | Kenny Smith                  | 21. listopadu 2008      |
| 51           | 9         | Oh, What a Night                                    | Debbie Allen    | Sara Finney-Johnson          | 28. listopadu 2008      |
| 52           | 10        | The Negotiation Episode                             | Eric Laneuville | Kenny Smith                  | 9. ledna 2009           |
| 53           | 11        | Insert Car Here                                     | Mary Lou Belli  | Erica Montolfo               | 16. ledna 2009          |
| 54           | 12        | Stay Fierce, Malik                                  | Salim Akil      | Eric Lev                     | 23. ledna 2009          |
| 55           | 13        | Do the Wright Thing                                 | Salim Akil      | Jeremy Howe                  | 30. ledna 2009          |
| 56           | 14        | Punk Ass Chauncey                                   | Salim Akil      | Kenya Barris                 | 13. března 2009         |
| 57           | 15        | Take a Bow                                          | Salim Akil      | Hale Rothstein               | 20. března 2009         |
| 58           | 16        | Truth and Consequences                              | Salim Akil      | Sara Finney-Johnson          | 27. března 2009         |
| 59           | 17        | Hill Street Blues                                   | Salim Akil      | Jenifer Rice-Genzuk          | 3. dubna 2009           |
| 60           | 18        | The Third Legacy                                    | Salim Akil      | Eric Lev                     | 24. dubna 2009          |
| 61           | 19        | Put a Ring on It                                    | Salim Akil      | Mara Brock Akil              | 1. května 2009          |
| 62           | 20        | The Fall of the Roman                               | Salim Akil      | Elaine Aronson               | 8. května 2009          |
| 63           | 21        | I Want It All and I Want It Now                     | Salim Akil      | Erica Montolfo a Kenny Smith | 15. května 2009         |
| 64           | 22        | The Wedding Episode                                 | Salim Akil      | Kenny Smith                  | 15. května 2009         |

### Čtvrtá řada (2011)
| Č. v seriálu | Č. v řadě | Původní název                   | Režie      | Scénář                                     | Premiéra v USA (BET) |
| ------------ | --------- | ------------------------------- | ---------- | ------------------------------------------ | -------------------- |
| 65           | 1         | Parachutes                      | Salim Akil | Mara Brock Akil                            | 11. ledna 2011       |
| 66           | 2         | Beach Chairs                    | Salim Akil | Mara Brock Akil                            | 11. ledna 2011       |
| 67           | 3         | The Confession Episode          | Salim Akil | Kenny Smith Jr.                            | 18. ledna 2011       |
| 68           | 4         | The Wing King                   | Salim Akil | Kenya Barris                               | 25. ledna 2011       |
| 69           | 5         | It Was All Good Just a Week Ago | Salim Akil | Hale Rothstein                             | 1. února 2011        |
| 70           | 6         | Men in Crisis                   | Salim Akil | Sara Finney-Johnson                        | 8. února 2011        |
| 71           | 7         | Didn't You Know Who I Was?      | Salim Akil | Elaine Aronson                             | 15. února 2011       |
| 72           | 8         | You Say Goodbye, I Say Hello    | Salim Akil | Erica Montolfo                             | 22. února 2011       |
| 73           | 9         | A Very Special Episode          | Salim Akil | Jenifer Rice-Genzuk Henry                  | 1. března 2011       |
| 74           | 10        | Whip It, Whip It Good           | Salim Akil | Jenifer Rice-Genzuk Henry a Hale Rothstein | 8. března 2011       |
| 75           | 11        | Never Surrender                 | Salim Akil | Kenya Barris                               | 15. března 2011      |
| 76           | 12        | Death Becomes Her               | Salim Akil | Erica Montolfo                             | 22. března 2011      |
| 77           | 13        | The Right to Choose             | Salim Akil | Kenny Smith                                | 29. března 2011      |

### Pátá řada (2012)
| Č. v seriálu | Č. v řadě | Původní název                                      | Režie           | Scénář                                 | Premiéra v USA (BET) |
| ------------ | --------- | -------------------------------------------------- | --------------- | -------------------------------------- | -------------------- |
| 78           | 1         | Skeletons                                          | Bille Woodruff  | Mara Brock Akil s Salim Akil           | 10. ledna 2012       |
| 79           | 2         | The Truth Pact                                     | Bille Woodruff  | Mara Brock Akil a Salim Akil           | 10. ledna 2012       |
| 80           | 3         | No Money, No Problems                              | Bille Woodruff  | Erica Montolfo-Bura                    | 17. ledna 2012       |
| 81           | 4         | The Black People Episode                           | Eric Laneuville | Kenny Smith, Jr.                       | 24. ledna 2012       |
| 82           | 5         | Grand Opening, Grand Closing                       | Eric Laneuville | Hale Rothstein a Mara Brock Akil       | 31. ledna 2012       |
| 83           | 6         | Drink. Pray. Love.                                 | Joeseph Mills   | Jackie Mills                           | 7. února 2012        |
| 84           | 7         | The Tricks Episode                                 | Eric Laneuville | Kenny Smith Jr. a Mara Brock Akil      | 14. února 2012       |
| 85           | 8         | Matchmaker, Matchmaker… Mind Your Business!        | Eric Laneuville | Erica Montolfo a Mara Brock Akil       | 28. února 2012       |
| 86           | 9         | Keep Your Friends Close and Your Prostitute Closer | Mary Lou Belli  | Jenifer Rice-Genzuk a Mara Brock Akil  | 6. března 2012       |
| 87           | 10        | Catfight on the Catwalk                            | Mary Lou Belli  | Matthew Claybrooks a Mara Brock Akil   | 13. března 2012      |
| 88           | 11        | A Punch in the Gut… Full of Human                  | Rob Hardy       | Jennifer Rice-Genzuk a Mara Brock Akil | 20. března 2012      |
| 89           | 12        | Higher Ground                                      | Rob Hardy       | Elaine Aronson                         | 27. března 2012      |
| 90           | 13        | There's No Place Like Home                         | Rob Hardy       | Sarah V. Finey                         | 3. dubna 2012        |
| 91           | 14        | Derwin's About to Go H.A.M                         | Rob Hardy       | Hale Rothstein a Mara Brock Akil       | 10. dubna 2012       |
| 92           | 15        | Party in a Box                                     | Kenny Smith Jr. | Matthew Claybrooks                     | 17. dubna 2012       |
| 93           | 16        | Fits and Starts                                    | Kenny Smith Jr. | Matthew Claybrooks a Mara Brock Akil   | 24. dubna 2012       |
| 94           | 17        | A Woman's Right to Choose Herself                  | Bille Woodruff  | Erica Montolfo-Bura                    | 1. května 2012       |
| 95           | 18        | Breakthrough. Breakdown? Break-through             | Bille Woodruff  | Hale Rothstein                         | 8. května 2012       |
| 96           | 19        | Let Them Eat (Cup)Cake!                            | Mary Lou Belli  | Jenifer Rice-Genzuk Henry              | 15. května 2012      |
| 97           | 20        | Cold Swine Sucks… and So Does Falling in Love!     | Mary Lou Belli  | Jenifer Rice-Genzuk Henry              | 22. května 2012      |
| 98           | 21        | Move Trick, Get Out the Way                        | Salim Akil      | Hale Rothstein                         | 29. května 2012      |
| 99           | 22        | The Championship Game Episode                      | Salim Akil      | Kenny Smith                            | 5. června 2012       |

### Šestá řada (2013)
| Č. v seriálu | Č. v řadě | Původní název                        | Režie           | Scénář                                      | Premiéra v USA (BET) |
| ------------ | --------- | ------------------------------------ | --------------- | ------------------------------------------- | -------------------- |
| 100–101      | 12        | The Blueprint                        | Salim Akil      | Mara Brock Akil                             | 26. března 2013      |
| 102          | 3         | We Gotta Stop Meeting Like This      | Salim Akil      | Erica Montolfo-Bura                         | 2. dubna 2013        |
| 103          | 4         | Getting to Know All a Butt You       | Salim Akil      | Marcos Luevanos                             | 9. dubna 2013        |
| 104          | 5         | Trashbox                             | Salim Akil      | Kenya Barris                                | 16. dubna 2013       |
| 105          | 6         | Guess Who's Bizzack                  | Mary Lou Belli  | Hale Rothstein                              | 23. dubna 2013       |
| 106          | 7         | Welcome to the Jungle                | Mary Lou Belli  | Hale Rothstein                              | 30. dubna 2013       |
| 107          | 8         | How to Lose All Your Phat in One Day | Mary Lou Belli  | Jenifer Rice-Genzuk Henry                   | 7. května 2013       |
| 108          | 9         | Blue Canvases                        | Bille Woodruff  | Erica Montolfo-Bura                         | 14. května 2013      |
| 109          | 10        | The Pre-Season Game Episode          | Salim Akil      | Kenny Smith                                 | 21. května 2013      |
| 110          | 11        | The Busted Episode                   | Bille Woodruff  | Kenny Smith                                 | 2. července 2013     |
| 111          | 12        | I'm Not Kelly Pitts                  | Billie Woodruff | Marcos Luevanos                             | 9. července 2013     |
| 112          | 13        | I Love Luke… Ahh!                    | Mary Lou Belli  | Jenifer Rice-Genzuk Henry                   | 16. července 2013    |
| 113          | 14        | Photo-Shoot Fresh                    | Nzingha Stewart | Hale Rothstein                              | 23. července 2013    |
| 114          | 15        | Psh!! I'm Good                       | Kenny Smith     | Kenya Barris                                | 30. července 2013    |
| 115          | 16        | A Swan Song for Rick and Tasha       | Mary Lou Belli  | Jenifer Rice-Genzuk Henry                   | 6. srpna 2013        |
| 116          | 17        | Miss Me a Little When I'm Gone       | Eric Laneuville | námět: Hale Rothstein scénář: Cydney Kelley | 13. srpna 2013       |
| 117          | 18        | In Treatment                         | Kenny Smith     | Erica Montolfo-Bura                         | 20. srpna 2013       |
| 118          | 19        | Extra Butter… Extra Salt…            | Eric Laneuville | Kenya Barris                                | 27. srpna 2013       |
| 119          | 20        | The Hospital Episode                 | Eric Laneuville | Kenny Smith                                 | 3. září 2013         |

### Sedmá řada (2014)
| Č. v seriálu | Č. v řadě | Původní název                                    | Režie          | Scénář                    | Premiéra v USA (BET) |
| ------------ | --------- | ------------------------------------------------ | -------------- | ------------------------- | -------------------- |
| 120–121      | 12        | The Jersey Episode                               | Salim Akil     | Kenny Smith               | 4. března 2014       |
| 122          | 3         | Rules of the Street                              | Salim Akil     | Kenya Barris              | 11. března 2014      |
| 123          | 4         | Missed You, Kelly Pitts                          | Bille Woodruff | Erica Montolfo-Bura       | 18. března 2014      |
| 124          | 5         | Intervention, My Ass                             | Bille Woodruff | Hale Rothstein            | 25. března 2014      |
| 125          | 6         | He's a No-Good, Lyin', Cheatin', Honky-Tonk Man! | Kenny Smith    | Jenifer Rice-Genzuk Henry | 1. dubna 2014        |
| 126          | 7         | Chardonnay Goes Kissing                          | Kenny Smith    | Hale Rothstein            | 8. dubna 2014        |
| 127          | 8         | Mommy Dearest                                    | Salim Akil     | Erica Montolfo-Bura       | 15. dubna 2014       |
| 128          | 9         | This Is Happening                                | Salim Akil     | Erica Montolfo-Bura       | 22. dubna 2014       |
| 129          | 10        | The Birth & Vows Episode                         | Salim Akil     | Kenny Smith               | 29. dubna 2014       |

### Osmá řada (2015)
| Č. v seriálu | Č. v řadě | Původní název                              | Režie           | Scénář                      | Premiéra v USA (BET) |
| ------------ | --------- | ------------------------------------------ | --------------- | --------------------------- | -------------------- |
| 130          | 1         | The Wedding Night Episode                  | Kenny Smith     | Kenny Smith                 | 14. ledna 2015       |
| 131          | 2         | The After the Wedding Night Episode        | Kenny Smith     | Kenny Smith                 | 14. ledna 2015       |
| 132          | 3         | The Pitsy Shuffle: Why Pitts Really Dipped | Kenny Smith     | Jenifer Rice-Genzuk Henry   | 21. ledna 2015       |
| 133          | 4         | Nothing Was the Game                       | Kenny Smith     | Niya Palmer a Vanessa McGee | 28. ledna 2015       |
| 134          | 5         | A Saber's Story                            | Janice Cooke    | Bennie R. Richburg, Jr.     | 4. února 2015        |
| 135          | 6         | Acting Class and Rebound Ass               | Eric Laneuville | Jenifer Rice-Genzuk Henry   | 11. února 2015       |
| 136          | 7         | Sexual Healing                             | Eric Laneuville | Hale Rothstein              | 25. února 2015       |
| 137          | 8         | Switch!                                    | Janice Cooke    | Hale Rothstein              | 4. března 2015       |

### Devátá řada (2015)
| Č. v seriálu | Č. v řadě | Původní název            | Režie           | Scénář                     | Premiéra v USA (BET) |
| ------------ | --------- | ------------------------ | --------------- | -------------------------- | -------------------- |
| 138          | 1         | The Kiss Fallout Episode | Janice Cooke    | Kenny Smith                | 3. června 2015       |
| 139          | 2         | The Spin Control Episode | Janice Cooke    | Kenny Smith                | 10. června 2015      |
| 140          | 3         | The Dead Episode         | Maurice Marable | Kenny Smith                | 17. června 2015      |
| 141          | 4         | Dust in the Wind         | Mara Brock Akil | Hale Rothstein             | 24. června 2015      |
| 142          | 5         | Hashtag My Bad           | Salim Akil      | Jennifer Rice-Genzuk Henry | 30. června 2015      |
| 143          | 6         | Get Up, Stand Up         | Salim Akil      | Sonja Warfield             | 8. července 2015     |
| 144          | 7         | Clip It… Clip It Good    | Kenny Smith     | Jennifer Rice-Genzuk Henry | 15. července 2015    |
| 145          | 8         | The Crying Game          | Maurice Marable | Hale Rothstein             | 22. července 2015    |
| 146          | 9         | What More Can I Say?     | Salim Akil      | Hale Rothstein             | 29. července 2015    |
| 147–148      | 1011      | POW POW POW!!            | Salim Akil      | Mara Brock Akil            | 5. srpna 2015        |